# Лопез Ломонг
Лопез Ломонг (енгл. Lopez Lomong; Кимотонг, 1. јануар 1985) је амерички атлетичар јужносуданског порекла. Рођен је као Лопепе Ломонг у малом месту Кимотонг у Јужном Судану. Такмичи се у дисциплинама на 800 и 1.500 метара.

## Биографија
Рођен је 1. јануара 1985. године од оца Авеја Ломонга и мајке Рите Намана. Био је жртва Другог суданског грађанског рата, где је изгубио контакт са родитељима и био дуго у заточеништву. Са још неколико заробљеника побегао је из свог села и након пар дана прешао је у Кенију. Ломонг је провео око десет година у избегличком кампу у Најробију.
Уз помоћ католичке добротворне организације 2001. године прешао је у Њујорк код хранитељске породице. Уписао је средњу школу и за њу учествовао на такмичењима у атлетици. Постао је натурализовани Американац 2007. године. Неколико пута се враћао у Јужни Судан (2003, 2006, 2008), где се срео са својом породицом и том приликом своју млађу браћу одвео је у САД на школовање.

## Спортска каријера
Квалификовао се за Олимпијске игре 2008. године у дисциплини 1.500 метара. Био је и носилац заставе за тим Сједињених Држава. На трци од 800 метара у оквиру квалификација за Олимпијске игре, завршио је као пети. На такмичењу у Пекингу био је као дванаести у полуфиналној групи. Следеће 2009. године постао је првак САД на 1.500 метара са временом 3:41,68. Исте године Лопез је био осми на Светском првенству у Берлину. Године 2010. поновио је свој резултат и постао други пут првак државе на 1.500 метара.